# Ioncsere
Ioncsere az a heterogén kémiai folyamat, amelyben a különböző fázisban - szilárd- és folyadékfázisban - levő, azonos töltésű ionok helyet cserélnek.

## Ioncserélők
Az ioncserélők az olyan szilárd halmazállapotú anyagok, amelyek elektrolitból pozitív, vagy negatív ionokat képesek megkötni és ugyanakkor azokkal egyenértékű, de más anyagi minőségű ionokat az oldatba juttatni.

## Ioncserélő anyag
Az ioncserélő anyag minőségétől függően anion- és kationcserélő anyagokat különböztetünk meg.
Ioncserére képes anyagok a természetben is előfordulnak. Ilyen szervetlen anyag például a zeolit és a bentonit. A környezetvédelmi eljárások során használt ioncserélő anyagok többsége polimerizált műgyanta, úgynevezett gyöngypolimer formában kerül kereskedelmi forgalomba. A szilárd szemcsés ioncserélő anyagok szilárd sónak, savnak, bázisnak tekinthetők. Az ioncserélő műgyanták térhálós szerkezetű szerves molekulavázból állnak, amelyen disszociációra képes aktív csoportok foglalnak helyet.

### Az aktív csoport jellege szerint lehet
- Gyengén savas, pl.: -COO-
- Erősen savas kationcserélő gyanta, pl.: -SO−3
- Gyengén bázisos, pl.: -NH+3
- Közepes báziserősségű
- Erősen bázisos anioncserélő gyanta, pl.: -NR+3

### Az ioncserélő anyagok szelektív tulajdonságai
Az ioncserélők gyakorlati alkalmazása azon alapszik, hogy az egyes ionokat különböző erősséggel kötik meg, és nem minden iont kötnek meg, tehát szelektívek.
- Az erősen savas ioncserélők általában nem szelektívek. A kationok kötéserősségének sorrendje:

H+ < Na+ < NH+4 < K+ < Mg2+ < Ca2+ < Al3+
A kötéserősség az ionok töltésszámának növekedésével nő.
- A gyengén savas ioncserélők kötési sorrendje:

K+ < Na+ < Mg2+ < Ca2+ < H+
- Az erősen bázisos ioncserélők kötési sorrendje:

OH- < HCO−3 < Cl- < CO2−3 < SiO2−3  < SO2−4
- A gyengén bázisos ioncserélők kötési sorrendje:

HCO−3 < CO2−3 < SiO2−3  < Cl- < SO2−4 < OH-

## Külső hivatkozás
- (letölthető doc file)[halott link]